# Q22

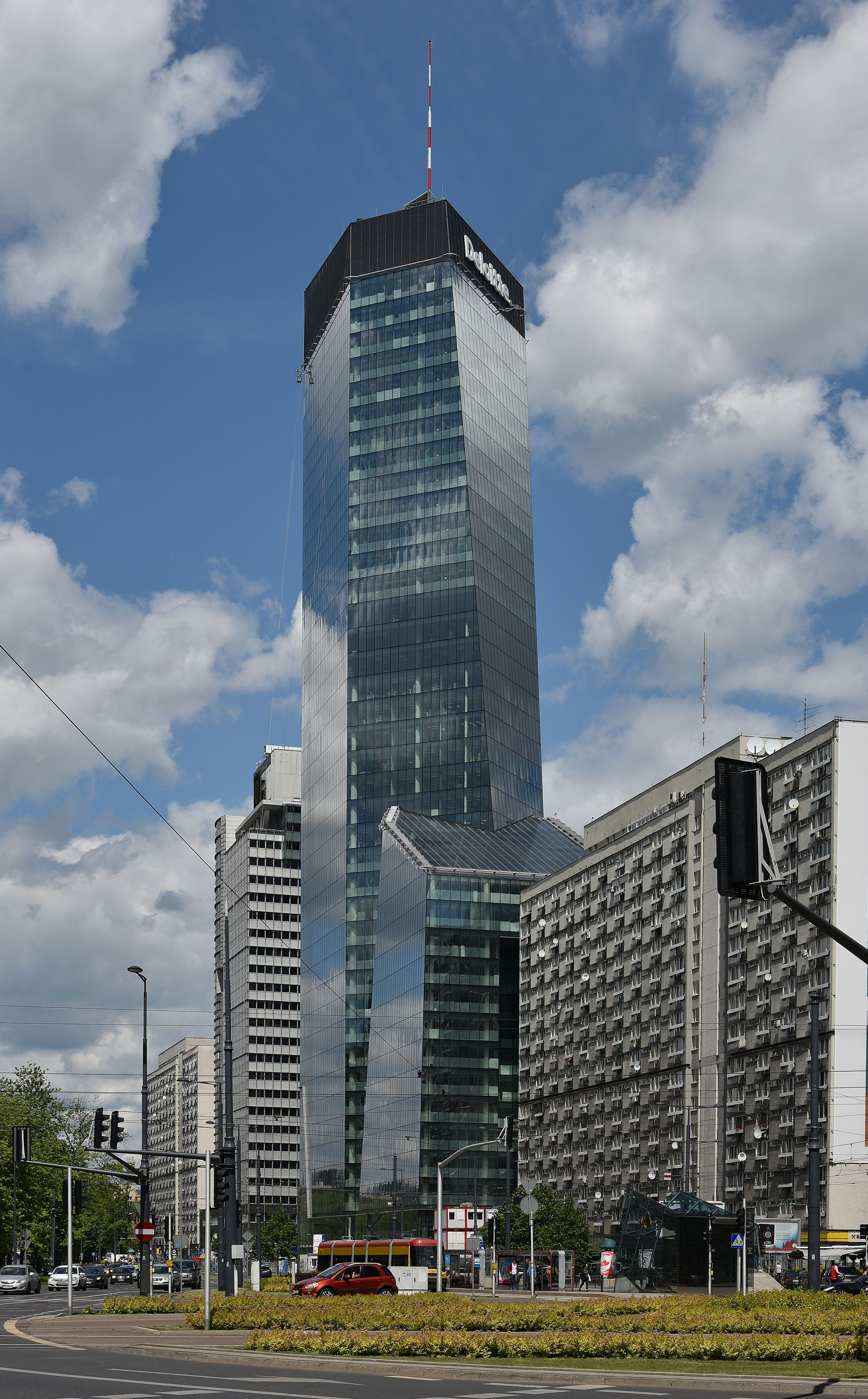
Q22 im Jahr 2016

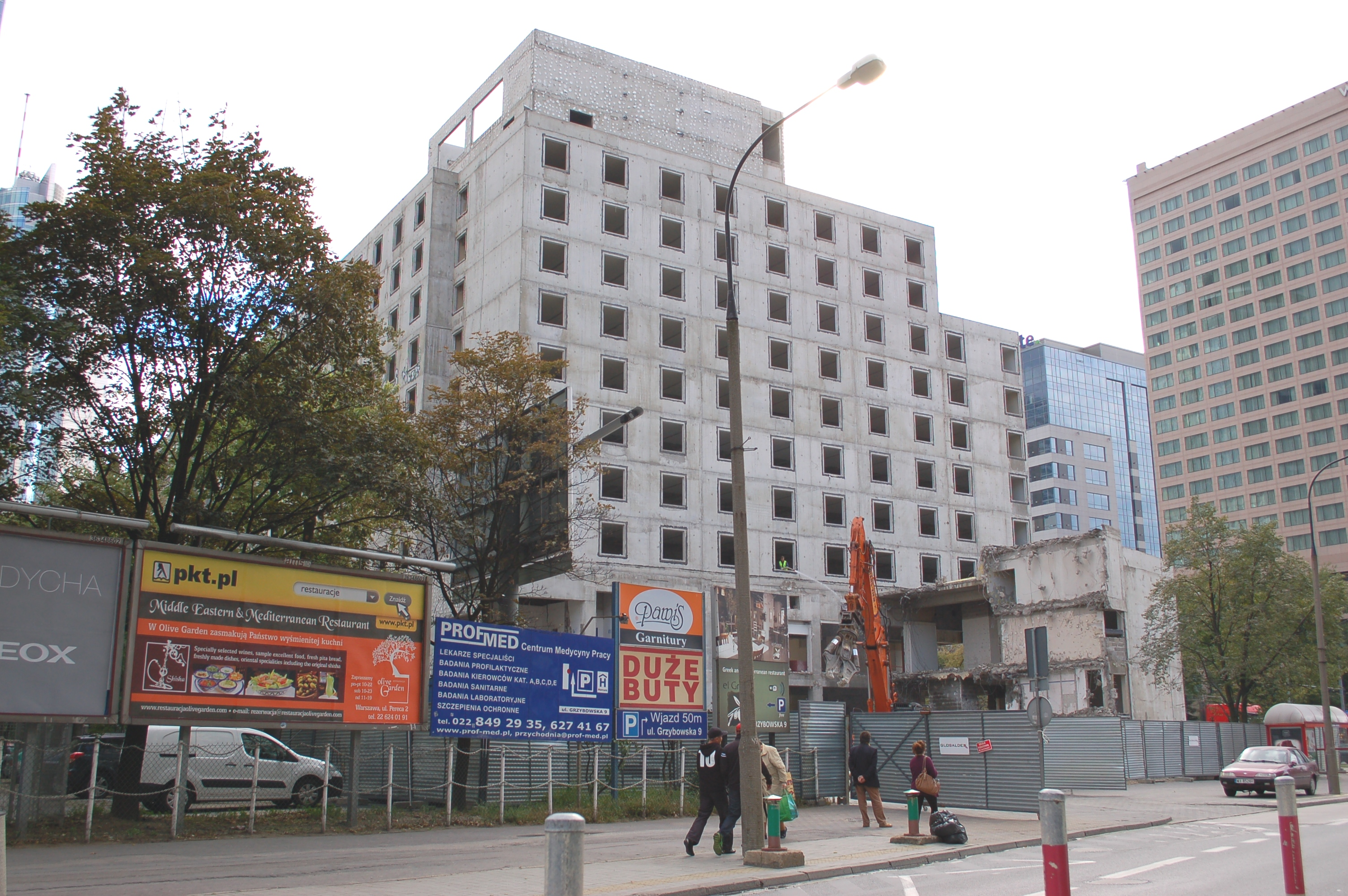
Abbruch des Vorgängergebäudes im September 2012

Das Q22 ist ein Büro-Hochhaus in der Warschauer Innenstadt. Die Baustelle befindet sich an der Kreuzung der Straßen Aleja Jana Pawła II und Ulica Grzybowska. Das hier vorher stehende Hotel Mercure („Fryderyk Chopin“), ein Accor-Hotel des Architekten Juliusz Rouby aus dem Jahr 1993, wurde 2012 abgerissen. Die Bauarbeiten zum Q22 wurden im Sommer 2013 begonnen.
Entwicklungsgesellschaft des Neubaus ist die Kielcer Firma Echo Investment S.A. Die Architektur stammt teilweise noch vom 2011 verstorbenen Stefan Kuryłowicz und dessen Architekturbüro Kuryłowicz & Associates. Beteiligt ist ebenfalls die Firma Buro Happold Polska. Den 98,5 Millionen Złoty-Auftrag für den Rohbau erhielt das Unternehmen Modzelewski & Rodek. Das fertige Gebäude ist 155 Meter hoch (mit Antenne 195 Meter) und verfügt rund 50.000 Quadratmeter Bürofläche sowie 350 Parkplätze. Es hat fünf unterirdische und 42 oberirdische Stockwerke.
Der Bauschutt des abgerissenen Vorgängergebäudes wurde nach Angaben von Echo Investment weitgehend wiederaufbereitet; auf diese Weise wurden 1.500 Tonnen Stahl und 25.000 Tonnen Betonzuschlag gewonnen. Nach Auskunft des Bauherrn steht der Buchstabe „Q“ im Gebäudenamen für „Qualität“ (von Design und Konstruktion) wie auch für „Quarz“, einen Kristall reiner und perfekter Struktur, an den das Design des neuen Gebäudes erinnern soll. Die Fertigstellung des auf rund 500 Millionen Złoty Baukosten veranschlagten Gebäudes wurde planmäßig im ersten Quartal 2016 erreicht.